# 藍氏刺尾魚
藍氏刺尾魚，為輻鰭魚綱鱸形目刺尾魚亞目刺尾魚科的其中一個種。

## 分布
本魚分布於西大西洋，從美國佛羅里達州至墨西哥灣北方海域，深度1至20公尺。

## 特徵
本魚體呈橢圓形而側扁。頭小，頭背部輪廓隨著成長而凸出。口小，端位，上下頜各具一列扁平齒，齒固定不可動，齒緣具缺刻。體側具有蟲紋斑的細縱紋，體長可達18公分。

## 生態
本魚棲息在珊瑚礁區，成群活動，屬草食性，以藻類等為食。